# Georg Grasser
Georg Grasser (* 3. Oktober 1990) ist ein österreichischer Fußballspieler.

## Karriere

### Verein
Grasser begann seine Karriere beim SV Dobl. 2002 kam er in die Jugend des SK Sturm Graz. 2004 wechselte er in die Jugend des Grazer AK, bei dem er später auch in der Akademie spielen sollte. Im August 2007 debütierte er für die erste Mannschaft des GAK in der Regionalliga, als er am ersten Spieltag der Saison 2007/08 gegen den USV Allerheiligen in der Startelf stand und in der 64. Minute durch Alin Asii ersetzt wurde. Im Mai 2008 erzielte er bei einem 1:1-Remis gegen den SV Gmunden seinen ersten Treffer in der Regionalliga. In seiner ersten Saison für die erste Mannschaft der Grazer absolvierte er 15 Spiele in der Regionalliga, in denen er ein Tor erzielte. Zu Saisonende belegte er mit den Grazern den dritten Tabellenrang in der Regionalliga Mitte.
Zur Saison 2008/09 wechselte er nach England zur Reservemannschaft von West Ham United. Nach zwei Jahren in England kehrte er zur Saison 2010/11, ohne einen Einsatz für die Profis der Londoner absolviert zu haben, zum GAK zurück. Nach seiner Rückkehr absolvierte er in jener Saison 20 Regionalligaspiele und erzielte dabei zwei Tore. Zu Saisonende befand er sich mit dem GAK auf dem dritten Tabellenrang.
Nach einer Saison bei den Grazern wechselte Grasser zur Saison 2011/12 zum Ligakonkurrenten DSV Leoben. Für Leoben kam er in jener Saison zu 25 Einsätzen in der Regionalliga und erzielte dabei ein Tor. Zu Saisonende befand er sich mit dem Verein auf dem fünften Tabellenplatz. Nach einem Jahr bei Leoben schloss er sich zur Saison 2012/13 dem Ligakonkurrenten USV Allerheiligen an. In seiner ersten Saison absolvierte er für den Verein aus der Südsteiermark 27 Spiele in der Regionalliga, in denen er drei Tore erzielte. Zu Saisonende belegte Allerheiligen in der Tabelle Rang sieben. In der Saison 2013/14 kam Grasser insgesamt zu 29 Einsätzen in der Liga, lediglich am zweiten Spieltag fehlte er gesperrt. Die Saison beendete er mit seinem Verein auf dem zehnten Rang.
Zur Saison 2014/15 wechselte er zum Aufsteiger SC Weiz. Für die Weizer absolvierte Grasser in jener Spielzeit 26 Spiele in der Regionalliga, in denen er zwei Tore erzielte. Zu Saisonende belegte er mit dem Aufsteiger den vierten Rang in der Tabelle. Nach einer Saison bei Weiz wechselte er zur Saison 2015/16 zum Ligakonkurrenten SV Lafnitz. In seiner ersten Saison für Lafnitz kam er auf 24 Einsätze in der Regionalliga und erzielte dabei ein Tor. Mit Lafnitz beendete er die Saison als Tabellensechster.
In seiner zweiten Saison bei Lafnitz konnte er mit dem Verein Vizemeister der Regionalliga Mitte werden, auf den Meister TSV Hartberg hatte man zwei Punkte Rückstand. In der Saison 2016/17 absolvierte Grasser 29 der 30 Saisonspiele, lediglich ein Spiel verpasste er gesperrt. In der Saison 2017/18 konnte er mit Lafnitz schließlich als Meister der Regionalliga Mitte in die 2. Liga aufsteigen. In der Aufstiegssaison kam er zu 22 Einsätzen, in denen er ohne Torerfolg blieb. Nach dem Aufstieg debütierte er im März 2019 in der zweithöchsten Spielklasse, als er am 20. Spieltag der Saison 2018/19 gegen die Zweitmannschaft des FK Austria Wien in der 84. Minute für Mario Kröpfl eingewechselt wurde. In sechs Spielzeiten in der 2. Liga kam er insgesamt zu 75 Einsätzen für Lafnitz. Nach der Saison 2023/24, in der er nur noch für die Amateure spielte, verließ er Lafnitz. Er wechselte anschließend zur Saison 2024/25 zum viertklassigen SV Lebring.

### Nationalmannschaft
Grasser absolvierte zwischen 2008 und 2009 drei Spiele für die österreichische U-19-Auswahl. Im September 2009 kam er zudem gegen die Schweiz zu einem Einsatz für die U-20-Mannschaft.

### Trainerausbildung
In der Saison 2018/19 erhielt Grasser die Lizenz als Kindertrainer und war in weiterer Folge auch bis zum Sommer 2019 als Co-Trainer der Lafnitzer U-9-Mannschaft im Trainerstab tätig. Ende Mai 2021 erhielt er seine Lizenz als Jugendtrainer.